# Charnat
Charnat ist eine französische Gemeinde mit 205 Einwohnern (Stand: 1. Januar 2022) im Département Puy-de-Dôme in der Region Auvergne-Rhône-Alpes (vor 2016 Auvergne). Die Gemeinde gehört zum Arrondissement Thiers und zum Kanton Maringues (bis 2015 Lezoux).

## Geografie
Charnat liegt etwa 28 Kilometer südlich von Vichy und etwa 29 Kilometer ostnordöstlich von Clermont-Ferrand zwischen Allier und Dore. Umgeben wird Charnat von den Nachbargemeinden Limons im Norden, Puy-Guillaume im Nordosten, Paslières im Osten und Südosten, Vinzelles im Süden und Westen sowie Luzillat im Westen und Nordwesten.

## Bevölkerungsentwicklung
| Jahr                       | 1962 | 1968 | 1975 | 1982 | 1990 | 1999 | 2006 | 2013 |
| Einwohner                  | 175  | 178  | 230  | 214  | 223  | 199  | 196  | 207  |
| Quellen: Cassini und INSEE |      |      |      |      |      |      |      |      |

## Sehenswürdigkeiten
- Kirche Saint-Rémi